# (5723) Hudson
(5723) Hudson es un asteroide perteneciente al cinturón de asteroides descubierto el 6 de septiembre de 1986 por Edward Bowell desde la Estación Anderson Mesa (condado de Coconino, cerca de Flagstaff, Arizona, Estados Unidos).

## Designación y nombre
Designado provisionalmente como 1986 RR2. Fue nombrado Hudson en homenaje a R. Scott Hudson, de la Escuela de Ingeniería Eléctrica y Ciencias de la Computación de la Universidad Estatal de Washington. Hudson fue pionero en las técnicas para usar imágenes de radar de doppler de retardo de un asteroide para estimar su forma, rotación y propiedades de dispersión de radar, así como la trayectoria de doppler de retardo del centro de masa del objetivo, un resultado que puede mejorar la precisión de la órbita en varias órdenes de magnitud. Su reconstrucción de (4769) Castalia es el primer modelo razonablemente detallado de la forma de un asteroide que cruza la Tierra. Para (4179) Toutatis, la inversión de Hudson definió el estado de giro del eje no principal y las relaciones de los momentos principales de inercia. Las técnicas de Hudson son la piedra angular de la investigación por radar de cuerpos pequeños y abren la puerta a una variedad de estudios teóricos de estos objetos.

## Características orbitales
Hudson está situado a una distancia media del Sol de 2,272 ua, pudiendo alejarse hasta 2,828 ua y acercarse hasta 1,715 ua. Su excentricidad es 0,244 y la inclinación orbital 5,583 grados. Emplea 1250,94 días en completar una órbita alrededor del Sol.

## Características físicas
La magnitud absoluta de Hudson es 14,2. Tiene 2,882 km de diámetro y su albedo se estima en 0,444. 